# Adolph Rickenbacker

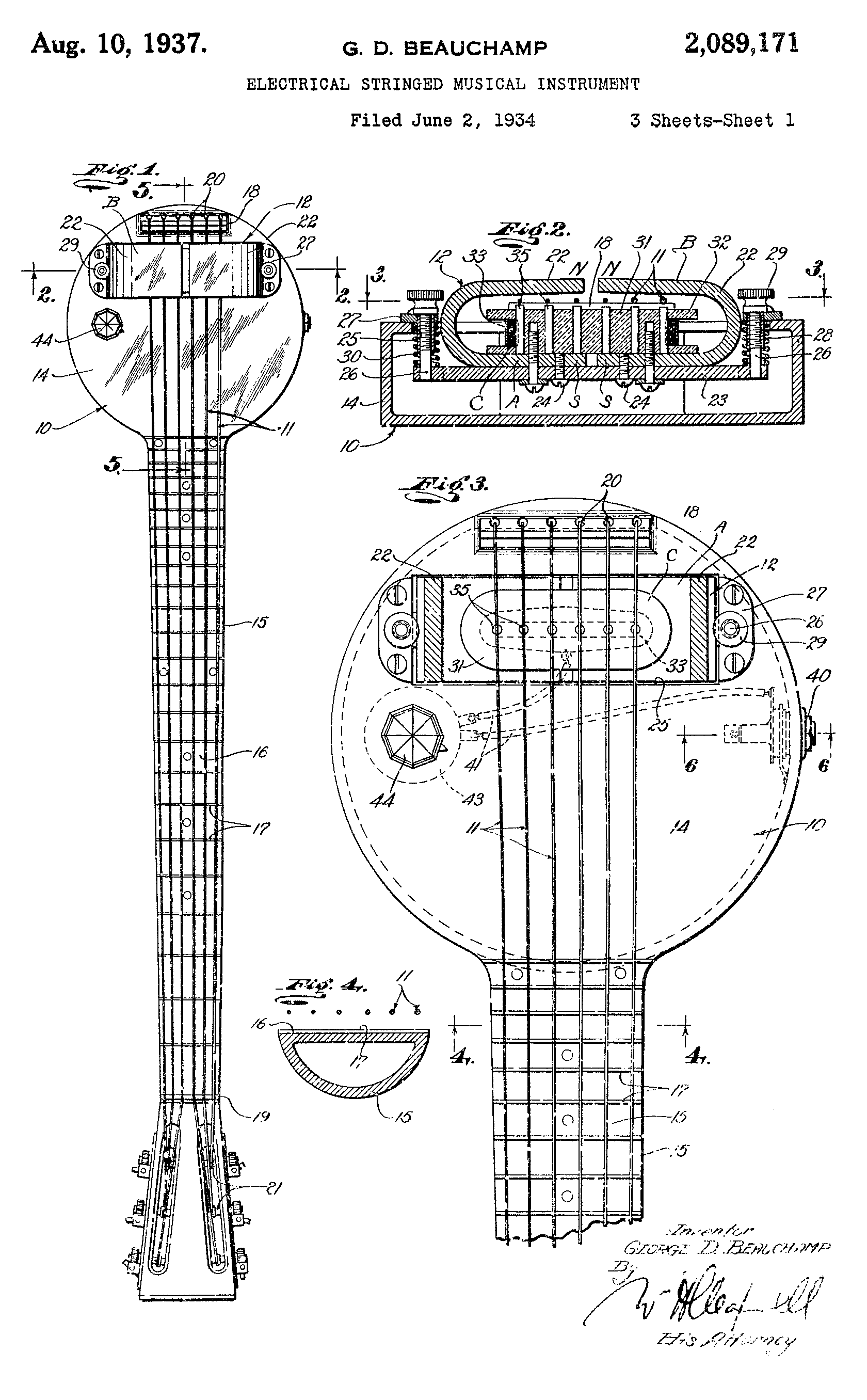
Ritning till Rickenbackers "stekpanna" från patentansökan 1934.

Adolph Rickenbacker, född Adolph Rickenbacher 3 april 1886 i Basel, Schweiz, död 21 mars 1976 i Los Angeles, USA var en amerikansk musiker och instrumentmakare som bland annat grundade företaget Rickenbacker som han drev tillsammans med George Beauchamp och Paul Barth.
Tillsammans med äldre släktingar, sedan hans föräldrar avlidit, emigrerade Rickenbacher till Ohio, USA. Som ung flyttade han till södra Kalifornien. Han ändrade stavningen av efternamnet, möjligen för att dra fördel av den popularitet som hans syssling, stridspiloten Eddie Rickenbacker, åtnjöt. 
Under 1920-talet tillverkade hans företag  Rickenbacker Manufacturing Company metallkroppar åt företaget National String Instrument Corporation. Genom denna affärsförbindelse träffade han George Beauchamp och Paul Barth.
Beauchamp och Barth arbetade vid National, men arbetade vid sidan av med att konstruera en elektromagnetisk pickup. Efter att National köpts upp av det konkurrerande företaget Dobro lämnade Beauchamp och Barth företaget och bildade tillsammans med Rickenbacker företaget Ro-Pat-In 1931. 1932 lanserades en lap steel-gitarr i gjuten aluminium med den av Beauchamp och Barth konstruerade pickupen Rickenbacker. Namnet valdes delvis på grund av Adolph, men framför allt för att knyta an till flygaresset Eddie Rickenbacker. Hur som helst kom gitarren oftast att gå under namnet Frying pan ("stekpannan"). Gitarren patenterades av Beauchamp 1934 (patentet gick igenom den 10 augusti 1937) och blev en milstolpe i gitarrhistorien som den första riktiga elektriska gitarren.
Två år senare döptes företaget om till Electro String Instrument Corporation och när produktionen upphörde 1939 hade ca 2 700 "stekpannor" producerats.
Rickenbacker, som inte var övertygad om gitarrbranschens framtida affärspotential, fortsatte tillverkningen fram till 1953 då han sålde sitt företag till F.C. Hall.
Adolph Rickenbacker avled 1976 i Orange County i Kalifornien vid 88 års ålder.